# Plagiolepis balestrierii
Plagiolepis balestrierii är en myrart som beskrevs av Menozzi 1939. Plagiolepis balestrierii ingår i släktet Plagiolepis och familjen myror. Inga underarter finns listade i Catalogue of Life.